# 糯米鶏
糯米鶏、あるいはローマイガイ（中国語: 糯米雞、広東語イェール式: noh mái gāi）とは、飲茶の際に提供される定番の点心で、ちまきの一種。原義は「もち米の鶏肉」。名称にある「糯米」は訓読みすると「もちごめ」となり、また鶏は「鶏肉」を意味する 。糯米鶏は一般的に量が多いので、これを小さくした珍珠鶏（中国語: 珍珠雞; 広東語イェ―ル式: jān jyū gāi）という料理もある。

## 概要
糯米鶏は、主として中国南部の料理である。もち米の中に鶏肉やシイタケ、中華ソーセージ、ネギ、時には干しエビや塩漬け卵などを入れ、乾燥した蓮の葉で包んで蒸す。北米では蓮の葉の代わりにバナナの葉やブドウの葉を使うこともある。

## ギャラリー

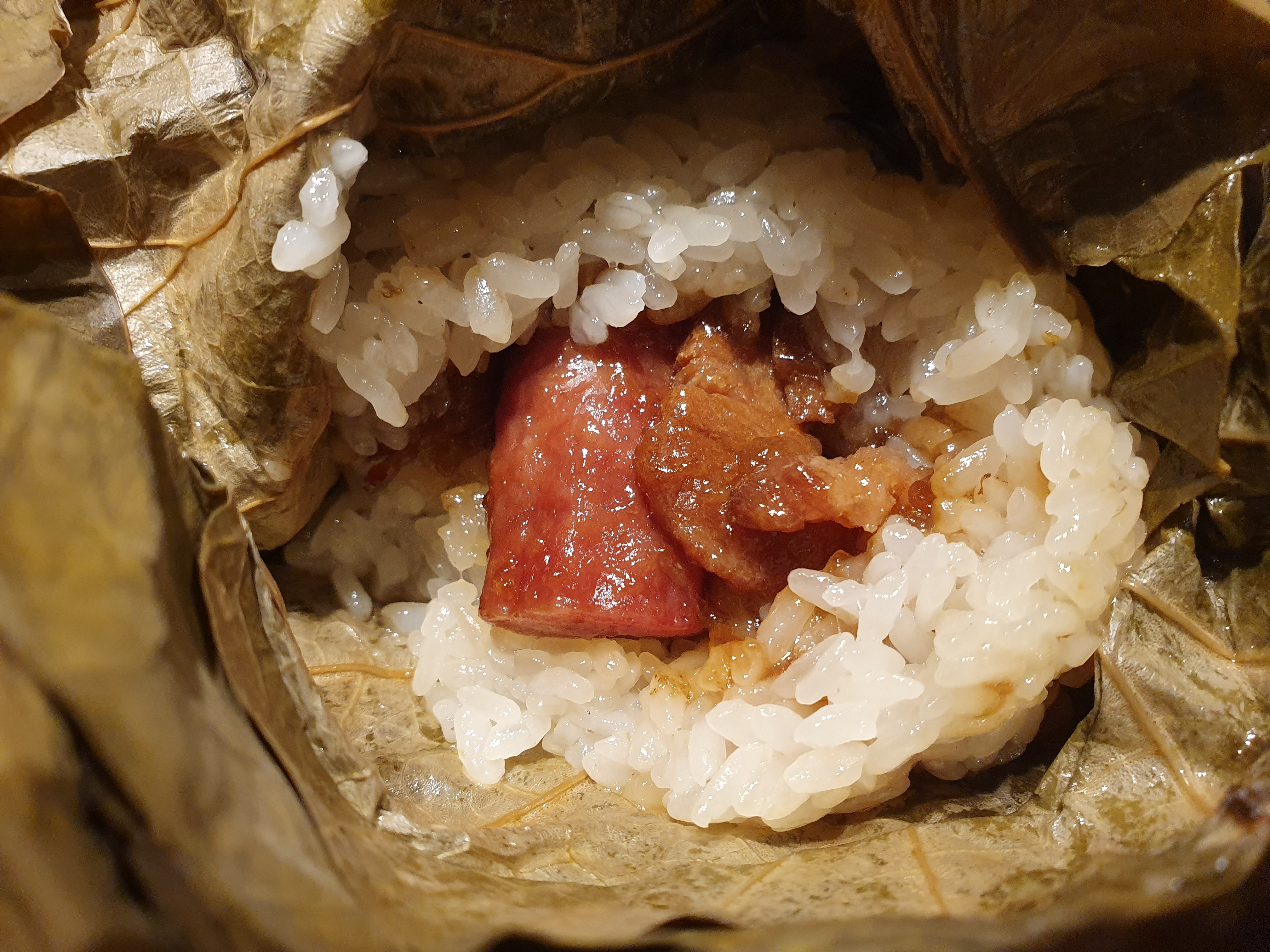
東京・日比谷の点心専門店ティム・ホー・ワン（添好運）にて。
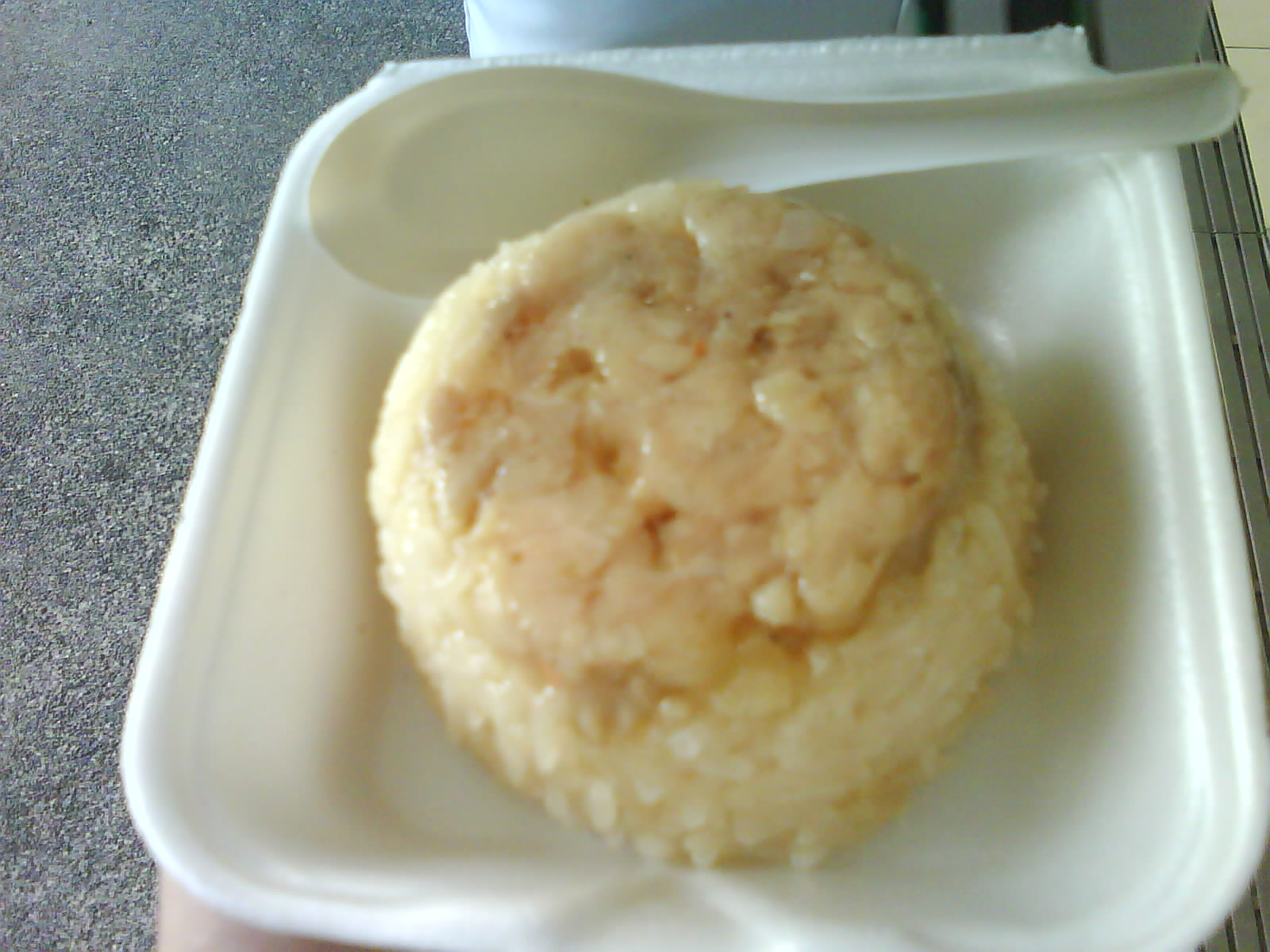
持ち帰り用の糯米鶏
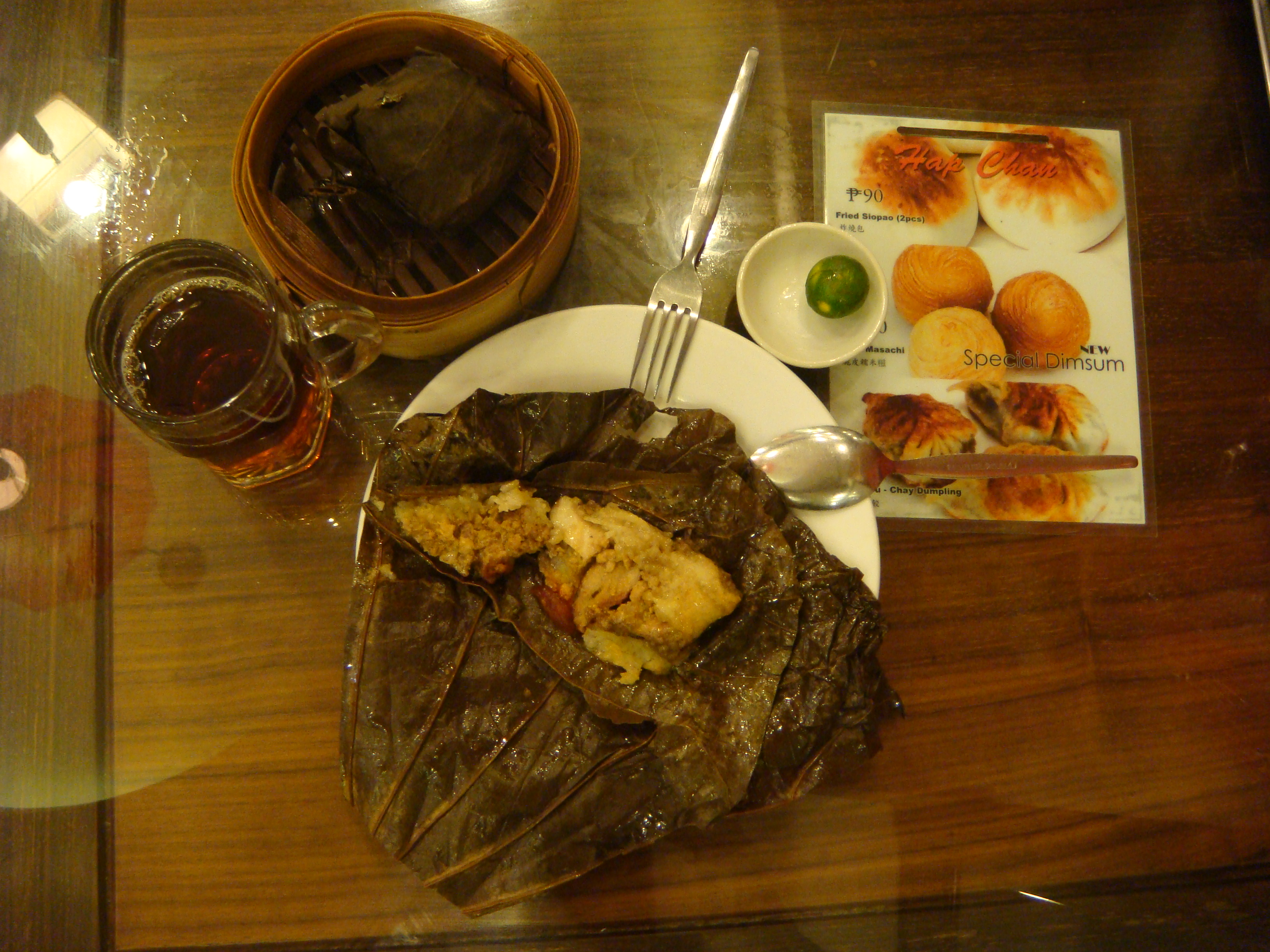
マーチャン（肉粽、糯米鶏の派生料理で三角形状を呈する）